# Lymanopoda decorata
Lymanopoda decorata är en fjärilsart som beskrevs av Seydel 1924. Lymanopoda decorata ingår i släktet Lymanopoda och familjen praktfjärilar. Inga underarter finns listade i Catalogue of Life.